# Denis Kina
Denis Kina (* 8. November 1992 in Bielefeld) ist ein deutscher Fußballspieler.

## Karriere
Der Abwehrspieler Denis Kina begann seine Karriere im Alter von zehn Jahren im Jugendbereich von Arminia Bielefeld und durchlief dort alle Altersklassen. Lediglich in der Saison 2009/10 spielte er für den SC Paderborn 07. Für die Arminia absolvierte er 13 Spiele in der B-Junioren-Bundesliga und 25 Spiele in der A-Junioren-Bundesliga. Dabei erzielte er jeweils ein Tor. Im Sommer 2011 rückte Kina in den Kader der zweiten Herrenmannschaft auf, die seinerzeit in der fünftklassigen NRW-Liga und, nachdem die Liga ein Jahr später aufgelöst wurde, in der Oberliga Westfalen spielte. 
In der Saison 2013/14 wurde Kina mit seiner Mannschaft Meister der Oberliga Westfalen. Da die eigene Profimannschaft gleichzeitig aus der 2. Bundesliga abstieg durfte die zweite Mannschaft nicht in die Regionalliga West aufsteigen. Daraufhin wechselte Kina für drei Jahre zum TSV Havelse in die Regionalliga Nord. In der Saison 2017/18 kehrte Kina nach Ostwestfalen zurück und spielte in der Oberliga Westfalen für den FC Gütersloh. Es folgte die Rückkehr nach Havelse. Mit dem TSV gewann er den Niedersachsenpokal 2019/20 durch einen 4:0-Finalsieg über den BSV Rehden. Ein Jahr später gelang Kina mit seiner Mannschaft der Aufstieg in die 3. Liga nach zwei 1:0-Siegen über den 1. FC Schweinfurt 05.
Am 5. September 2021 absolvierte Denis Kina gegen Borussia Dortmund II sein erstes Drittligaspiel, als er für Florian Riedel eingewechselt wurde. Im Januar 2022 wurde sein Vertrag aus beruflichen Gründen aufgelöst. Zur Saison 2022/23 wechselte Kina zum SC Herford in die Landesliga Westfalen.

## Erfolge
- Aufstieg in die 3. Liga: 2021
- Niedersachsenpokalsieger: 2018